# Pelle Gudmundsen-Holmgreen: Musikken er et monster
Pelle Gudmundsen-Holmgreen: Musikken er et monster er en portrætfilm fra 2007 instrueret af Jytte Rex efter eget manuskript.

## Handling
Pelle Gudmundsen-Holmgreen (født 1932) er en af Danmarks store, moderne komponister. I denne portrætfilm fortæller han både muntert og alvorligt om musikkens monster: Man er gift med musikken, man bliver en dårlig ægtemand, en dårlig far og en dårlig bedstefar. Men omvendt ville man jo heller ikke være den, man er, hvis det ikke var for musikken. Filmen griber tilbage til Gudmundsen-Holmgreens første inspirationskilde, den franske dramatiker Samuel Beckett, hvis sprogunivers han omsatte til musik, og den kulminerer med en H.C. Andersen-suite, han har skrevet til den verdensberømte strygergruppe Kronos-kvartetten. Her udsætter Gudmundsen-Holmgreen bl.a. I Danmark er jeg født for en arabisk bearbejdelse, som en hyldest til vore nye medborgere.